# فيليب غوست
فيليب غوست (بالإنجليزية: Philip Gossett)‏ هو محرر وعازف بيانو أمريكي، ولد في 27 سبتمبر 1941 في نيويورك في الولايات المتحدة، وتوفي في 12 يونيو 2017 في شيكاغو في الولايات المتحدة.

## وصلات خارجية
- فيليب غوست على موقع IMDb (الإنجليزية)
- فيليب غوست على موقع ميوزك برينز (الإنجليزية)